# Кукушкин лён обыкновенный
Куку́шкин лён обыкнове́нный, или Поли́трихум обыкнове́нный (лат. Polýtrichum commúne), — вид мхов из рода Кукушкин лён (Polytrichum). Широко распространённое многолетнее растение, произрастающее в местах с повышенной влажностью.
Один из самых известных листостебельных зелёных мхов. Считается одним из крупнейших в длину мхов в мире, так как в благоприятных условиях длина стеблей достигает 50 см.

## Название
Стройные коричневатые стебли кукушкиного льна покрыты небольшими тёмно-зелёными листьями и немного напоминают растение льна в миниатюре. Отсюда происходит вторая часть названия — лён. Коробочки, появляющиеся на женских растениях, напоминают кукушку, сидящую на «шесте».
В Архангельской области растение часто называют скукучье жито.
Из-за буровато-красного оттенка в народе его иногда называют «красным».

## Описание

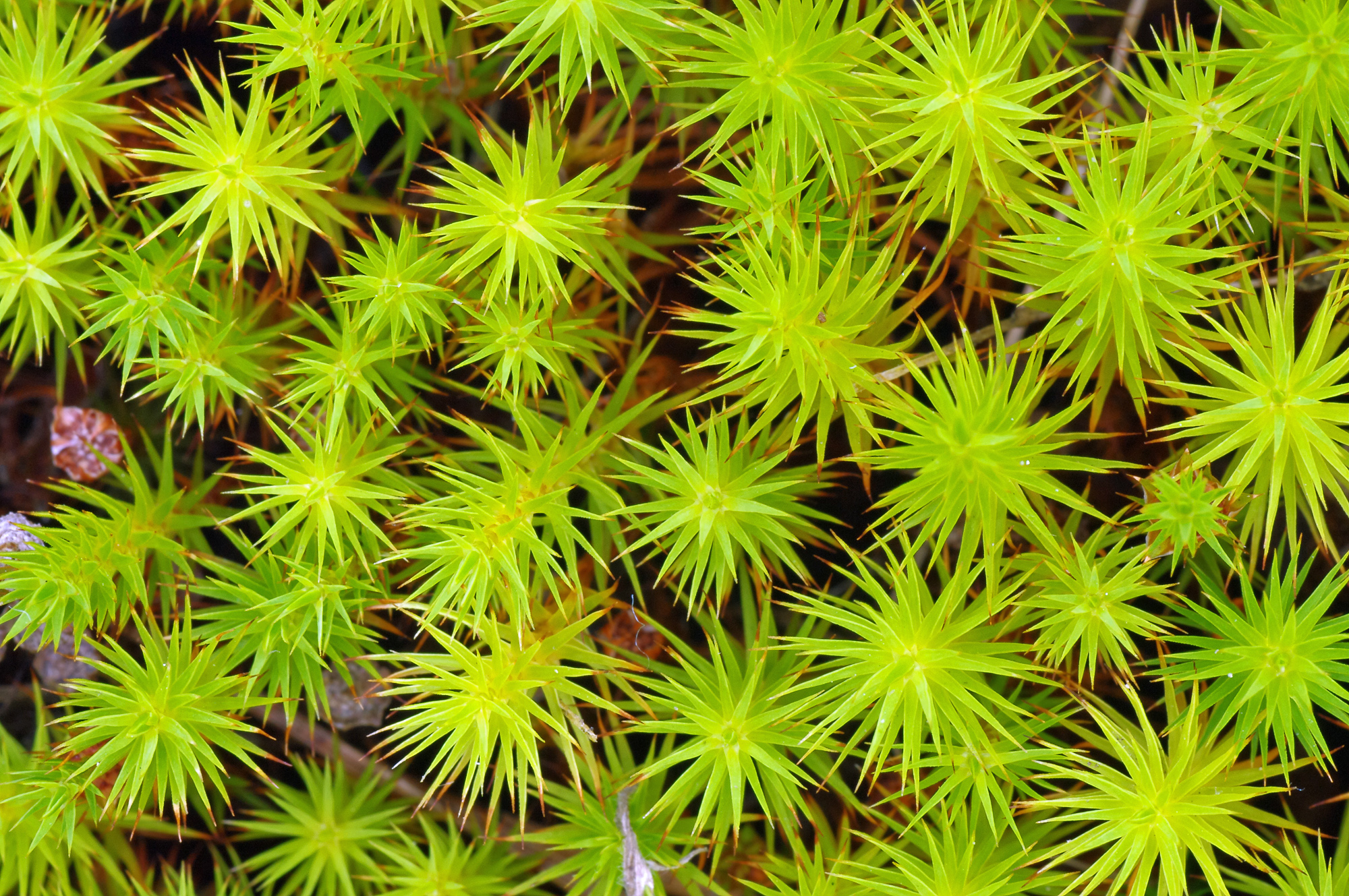
Кукушкин лён обыкновенный

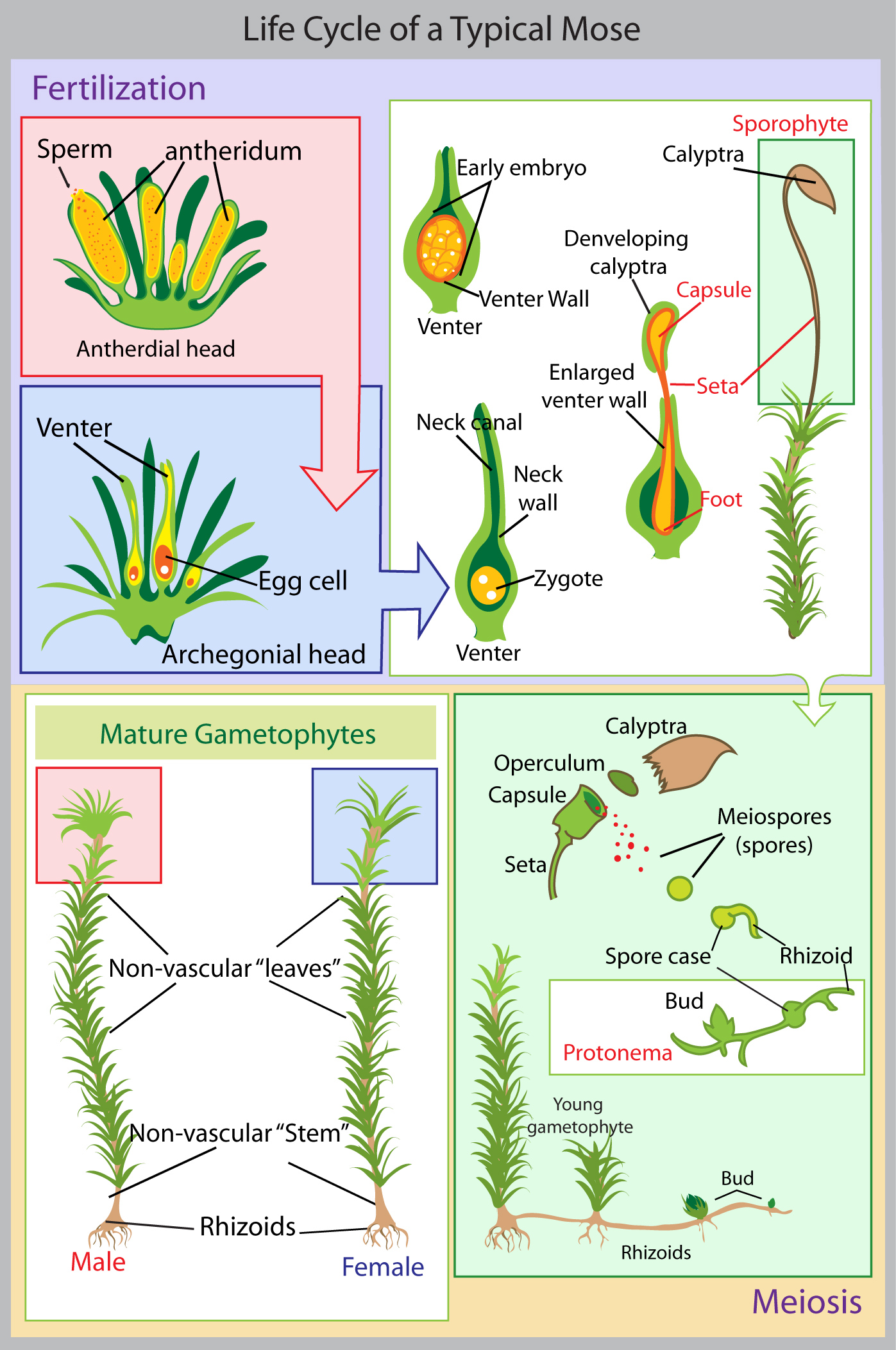
Жизненный цикл кукушкиного льна

Имеет высокие стебельки, обычно возвышающиеся на 10—15 см, но иногда достигающие 40 см и более. Как и другие представители рода, имеет примитивный аналог проводящей системы, позволяющий воде и питательным веществам перемещаться по стебельку: некоторые клетки стебельков удлинены, лишены содержимого и соединены порами подобно трахеидам в ксилеме высших растений — они проводят воду. Есть и клетки, напоминающие флоэмные, — они проводят питательные вещества:267.
Кукушкин лён размножается вегетативно, побегами, и спорами (бесполое размножение). Из зиготы (половой процесс) развиваются короткоживущие побеги, состоящие из ножки и коробочки (спорангия). Гаметофит — многолетний зелёный побег с листоподобными выростами и корнеподобными выростами (ризоидами).

## Распространение и среда обитания
В России встречается в северной и средней полосе, преимущественно в лесных районах. Растёт в сырых заболачиваемых таёжных лесах-долгомошниках, на мокрых лугах и болотах. Формирует подушкообразные дерновины, способствующие поверхностному удержанию воды и заболачиванию территорий.

## Хозяйственное значение
Кукушкин лён не подвержен гниению, характеризуется бактерицидными свойствами. Известно о применении в народной медицине и использовании при возведении деревянных жилых домов и других зданий и сооружений в качестве межвенцового утеплителя.

## Охранный статус
В России вид занесён в Красную книгу Оренбургской, Саратовской областей, Республики Северная Осетия-Алания.